# Estância (poesia)

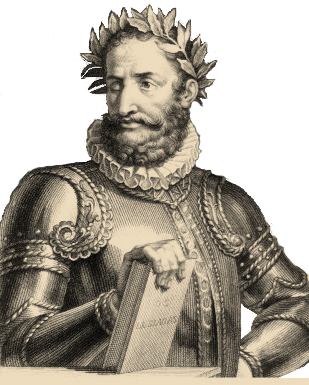
Luís Vaz de Camões, poeta que cultivou a estância.

Estância (do italiano stanza) é uma estrofe formada por mais de seis versos decassílabos e hexassílabos com rima consoante à vontade do poeta, e cuja estrutura se repete ao longo do poema.

## Características
Nas composições poéticas formadas por estâncias - canção, ode e écloga - é obrigatório que as restantes estrofes sigam o mesmo esquema da primeira. Cada estrofe costuma conter entre doze e catorze versos. A estância difere da silva em que esta última não se divide em estrofes, nem repete nenhuma estrutura de rimas e pode incluir versos soltos, isto é, sem rima.

## História
De origem provençal, cultivaram-na nas canções de tema amoroso os poetas florentinos do início do Renascimento, em particular Dante Alighieri e Francesco Petrarca, que incluiu várias no Canzoniere para romper a monotonia do soneto dominante. Em Espanha, a estância foi introduzida no primeiro terço do século XVI, pelos poetas Garcilaso de la Vega e Juan Boscán, assentando-a definitivamente para géneros literários líricos como a canção, a ode ou a écloga.
Em Portugal, pensa-se que o primeiro autor a compor uma canção em estâncias foi Sá de Miranda, após uma viagem a Itália, onde entrou em contacto com os modelos poéticos do dolce stil nuovo, tendo sido ele o propagador da estância na literatura portuguesa, que continuou muito popular, até se extinguir praticamente no século XIX. A estância foi amplamente utilizada por Camões, tanto para compor as suas famosas canções, como para escrever odes e éclogas.
O italiano Giacomo Leopardi inventou, no século XIX, um outro tipo de canção em estâncias, a chamada "canção leopardina".

## Estrutura
Possui uma distribuição repetida de rimas em várias estrofes sucessivas com o mesmo esquema métrico, cada uma das quais se divide em duas partes (a fronte, formada por dois pés de uns três versos cada um, e a sírima ou coda, também formada por dois pés de uns três versos) juntas ambas por um verso de enlace. Um possível esquema seria, portanto, ABCBAC (fronte) / cDdEeFF (coda), em que "c" é o verso de enlace, porque repete a última rima da fronte na coda (cf. écloga "Frondoso e Duriano, pastores", de Camões); note-se que as letras maiúsculas representam decassílabos e as minúsculas hexassílabos.
Se se estiver a compor uma canção, a série métrica conclui-se com um envio ou volta final de quatro versos ou apenas a coda de uma estância. O propósito do envio é indicar a quem se dedica o poema. Cada estância pode ter às vezes um último verso que sirva de estribilho ou bordão.

## Exemplo de estância
Como é, doce e suave,

De alma pudesse vir gritando fora,

Mostrando seu tormento

Cruel, áspero e grave,

Diante de vós só, minha Senhora,

Pudera ser que agora

O vosso peito duro

Tornara manso e brando.

E eu que sempre ando

Pássaro solitário, humilde, escuro,

Tornado um cisne puro,

Brando e sonoro pelo ar voando,

Com canto manifesto,

Pintara meu tormento e vosso gesto.